# Nobutake Kondō
Nobutake Kondō (近藤 信竹, Kondō Nobutake, Osaka, 25 de setembro de 1886 – 19 de fevereiro de 1953) foi um almirante da Marinha Imperial Japonesa durante a Segunda Guerra Mundial. Como comandante da 2ª Frota do IJN, a principal força destacada da Marinha para operações independentes, Kondō era considerado o segundo em importância apenas para o Almirante Isoroku Yamamoto.

## Biografia

### Juventude e carreira
Kondō era natural de Osaka. Ele se formou como chefe de sua classe de 172 cadetes da 35ª sessão da Academia da Marinha Imperial Japonesa em 1907. Como aspirante, serviu no cruzador Itsukushima e no encouraçado Mikasa. Após seu comissionamento como alferes, ele foi designado para o cruzador Aso, o destroyer Kisaragi e o encouraçado Kongō. De 1912 a 1913, foi adido naval do Reino Unido. Após seu retorno ao Japão, ele serviu brevemente no Fusō, em seguida, em vários cargos de estado-maior durante a Primeira Guerra Mundial. De 1916 a 1917, ele foi oficial de artilharia em Akitsushima.
Após o fim da guerra, Kondō frequentou o Naval Staff College e foi promovido a tenente comandante em 1 de dezembro de 1919.
De 1920 a 1923, Kondō esteve servindo na Alemanha, como parte da delegação japonesa para confirmar a adesão da Alemanha às disposições do Tratado de Versalhes. Em seu retorno ao Japão, ele serviu por seis meses no encouraçado Mutsu, e promovido a comandante em 1º de dezembro de 1923. De 1924 a 1925, ele foi ajudante de campo do príncipe herdeiro Hirohito. Após a conclusão desta tarefa, ele se tornou um instrutor na Academia da Marinha Imperial Japonesa e foi promovido a capitão. Posteriormente, ele serviu em vários cargos no Estado-Maior Geral da Marinha Imperial Japonesa. Ele foi capitão do Kako de 1929 a 1930 e do encouraçado Kongō de 1932-1933.
Kondō foi promovido a contra-almirante em 15 de novembro de 1933, chefe do Estado-Maior da Frota Combinada em 1935 e vice-almirante em 15 de novembro de 1937.

### Segunda Guerra Mundial
Após o início da Segunda Guerra Sino-Japonesa , Kondō comandou a 5ª Frota IJN na Operação da Ilha de Hainan e na Operação Swatow no sul da China.
No momento do ataque a Pearl Harbor , Kondō comandava a 2ª Frota do IJN , participando das invasões da Malásia , Filipinas e Índias Orientais Holandesas .  Ele foi o comandante geral do Raid no Oceano Índico.  Durante a Batalha de Midway, ele comandou a Força de Ocupação de Midway e o Grupo de Cobertura. Posteriormente, suas forças desempenharam um papel de liderança durante a campanha de Guadalcanal, vendo o combate na Batalha das Salomões Orientais (23-25 de agosto de 1942) e na Batalha das Ilhas de Santa Cruz (26-27 de outubro). Kondō também liderou as forças japonesas na Batalha da Ilha de Savo (12–13 de novembro de 1942).
Após a primeira Batalha Naval de Guadalcanal (15 de novembro de 1942), Kondō liderou pessoalmente o encouraçado Kirishima junto com os cruzadores Atago, Nagara, Sendai e Takao, no que deveria ter sido um ataque decisivo para eliminar a ameaça do Campo de Henderson por meio de um massivo bombardeios noturnos. Em vez disso, Kondō foi confrontado por uma força-tarefa americana com os navios de guerra USS Washington and USS South Dakota, e foi derrotado, perdendo Kirishima. Essa derrota marcou uma virada em toda a campanha de Guadalcanal.
Kondō foi aparentemente contaminado pelas falhas de Guadalcanal e logo foi removido dos comandos marítimos, ou mesmo de quaisquer posições de autoridade real. O rebaixamento de Yamamoto de Kondō foi, no entanto, menos severo do que o de seu antecessor, Hiroaki Abe, devido à cultura e política da Marinha Imperial. Kondō, que também ocupava a posição de segundo em comando da Frota Combinada, era um membro do estado-maior e da "camarilha de navios de guerra" da Marinha Imperial, enquanto Abe era um especialista em contratorpedeiros de carreira. Kondō não foi repreendido ou transferido, mas foi deixado no comando de uma das grandes frotas de navios com base em Truk.
 

Kondō foi nomeado Vice-Comandante da Frota Combinada em outubro de 1942 e foi promovido a almirante pleno em 29 de abril de 1943. Ele se tornou Comandante-em-Chefe da Frota de Área da China de dezembro de 1943 até maio de 1945, quando foi nomeado para o Conselho de Guerra Supremo.